# Raciechowice
Raciechowice è un comune rurale polacco del distretto di Myślenice, nel voivodato della Piccola Polonia.
Ricopre una superficie di 60,97 km² e nel 2004 contava 5 960 abitanti.
Qui nacque il generale ed aviatore Ludomił Rayski.